# ميلدال
ميلدال، بالنرويجية Meldal، هي قرية وبلدية في مقاطعة سور تروندلاغ، وتنتمي لإقليم أوركدالن. المقر الإداري للبلدية هو قرية ميلدال، التي تبلغ مساحتها 0.75 كيلومترا مربعا وعدد سكانها 628 نسمة (2013) بكثافة تقدر بـ837 نسمة في الكيلومتر المربع الواحد. تضم البلدية قرى أخرى مثل: لوكان فارك، بيورنلي وستوراس.
تُعرف ميلدال بنشاطات التعدين في لوكان فارك، وهو المكان الذي تأسست فيه شركة أوركلا للتعدين (حاليا مجموعة أوركلا)، وتُعرف كذلك بمهرجان ستوراسفيستافالين الموسيقي السنوي.

## معلومات عامة
تأسست بلدية ميلدال في 1 يناير/كانون الثاني 1838. في 1839 فُصل الجزء الجنوبي من ميدال ليشكل بلدية مستلقة تدعى رينيبو.

### التسمية
التسمية باللغة النوردية القديمة هي: Meðaldalr. الجزء الأول meðal يعني «الأوسط» أما الجزء الأخير dalr فيعني «الوادي»، وسميت كذلك على الأرجح لأنها تقع في وسط وادي أوركدالن. قديما كان الاسم يهجئ على النحو الآتي: Meldalen.

### شعار النبالة
شعار النبالة اُعتمد حديثا في 5 فبراير/شباط 1985، وهو يتكون من تركيب شكلين كلاهما ذهبي اللون مع خلفية حمراء: عجلة ترمز إلى الصناعة المحلية، وسنبلة قمح ترمز إلى الفلاحة. 

### الكنائس
كنيسة النرويج تملك أبشريتين في بلدية ميلدال، وهي تابعة لعمادة أوركدال وأسقفية نيداروس.
| الأبشرية | اسم الكنيسة  | تاريخ البناء | موقع الكنيسة |
| -------- | ------------ | ------------ | ------------ |
| لوكان    | لوكان كيركا  | 1929         | بيورنلي      |
| ميلدال   | ميلدال كيركا | 1988         | ميلدال       |

## الجغرافيا
بلدية ميلدال تقع على طول نهر أوركلا، في وسط وادي أوركدالن. تضم البلدية بحيرتي هوسوفاتنت وسفوركسيوان الواقعتين على الحدود الشمالية.
تحد ميلدال كل من ريندال (تقع في مقاطعة موره ورومسدال) غربا، رينيبو جنوبا، ميدترة غاولدال وميلهاوس شرقا، وأوركدال شمالا.
محطة لوكان للسكك الحديدية تعد آخر محطة في خط ثامسهافن.

## روابط خارجية
- الدليل السياحي لمقاطعة سور تروندلاغ على Wikivoyage.
- إحصاءات حول البلدية في موقع الإحصاءات النرويجي.